# Piesing (Haiming)

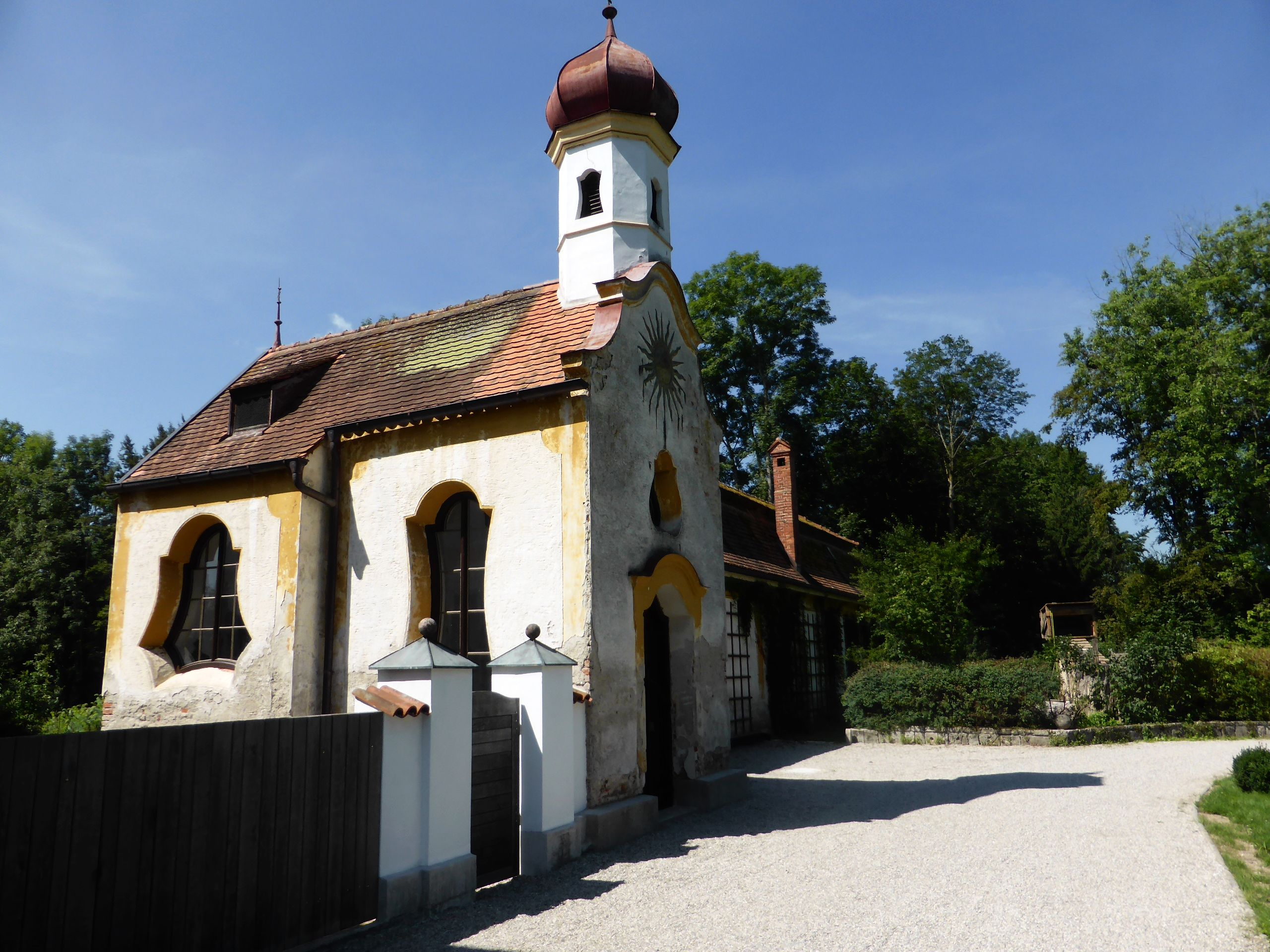
Die Schlosskapelle

Piesing ist ein Gemeindeteil der Gemeinde Haiming im oberbayerischen Landkreis Altötting. Bis 1969 bildete es eine selbstständige Gemeinde.

## Lage
Der Weiler Piesing liegt etwa zwei Kilometer südwestlich von Haiming im Niedergern, dem Gebiet zwischen Inn und Salzach vor deren Zusammenfluss. 

## Geschichte
Piesing wurde als echter „-ing“-Ort bei der bajuwarischen Landnahme zwischen 520 und 700 als Niederlassung eines Puso gegründet. 1268 ist Pusingen erstmals urkundlich erwähnt. In mehreren Dokumenten des Klosters Raitenhaslach ist von den Puchsingern die Rede, die vermutlich Ministerialen des Klosters waren.
Von 1489 bis 1571 war der Sitz Piesing, seit 1541 Hofmark, im Besitz der Offenhaimer, von 1571 bis 1695 gehörte er den Schwapbachern. Von ihnen erbte Piesing Adam Kaspar von Freyberg, Herr auf Schloss Haiming. Die Witwe seines kinderlosen Sohnes und Alleinerbin Maria Theresia vermählte sich 1740 mit Maximilian Franz Josef Freiherr von Berchem, dem Rentmeister vom Rentamt Burghausen. Die Berchem blieben bis 1869 im Besitz von Piesing. Dann kam Piesing an die Familie der Freiherrn von Ow, die bis heute in Piesing residiert.
Die Hofmark ging im Patrimonialgericht Haiming-Piesing auf, das bis zur allgemeinen Aufhebung der grundherrschaftlichen Rechte im Jahr 1848 fortbestand. Die Gemeinden Haiming und Piesing waren jetzt allein zuständig für Politik und Verwaltung im Niedergern. Durch deren freiwilligen Zusammenschluss am 1. Januar 1969 entstand die heutige Gemeinde Haiming. 

## Sehenswürdigkeiten
- Schloss Piesing. Es wurde 1726 neu erbaut und dient jetzt als Gastronomie.
- Schlosskapelle Maria Hilf. Der neubarocke Bau stammt aus dem Jahr 1901.
- Schlossgarten. Ursprünglich barock, wurde er im 19. Jahrhundert im englischen Stil überarbeitet. Er enthält einen Johann-Nepomuk-Bildstock aus dem 18. Jahrhundert.

## Vereine
- Freiwillige Feuerwehr Piesing. Sie besteht seit 1891.
- Sturmschützen Piesing. Sie wurden 1926 gegründet.
- Reit- und Fahrverein Piesinger Au. Sein Gründungsjahr ist 1994.
- Obst- und Gartenbauverein Haiming-Piesing-Niedergottsau. 1890 gründete Lehrer Franz Xaver Gottschaller den Obst- und Gartenbauverein, den er persönlich 37 Jahre lang leitete.